# Donska Balka, Berezivka
Donska Balka (în ucraineană Донська Балка) este un sat în comuna Berezivka din raionul Berezivka, regiunea Odesa, Ucraina.

## Demografie
Componența lingvistică a localității Donska Balka
     Ucraineană (98,31%)
     Rusă (1,69%)
Conform recensământului din 2001, majoritatea populației localității Donska Balka era vorbitoare de ucraineană (98,31%), existând în minoritate și vorbitori de rusă (1,69%).